# Hartmut Wenzel
Hartmut Wenzel (ur. 23 lutego 1947 w Berlinie, zm. 24 sierpnia 2020 w Essen) – niemiecki wioślarz reprezentujący NRD i RFN, brązowy medalista olimpijski i czterokrotny medalista mistrzostw świata.

## Kariera
Wystąpił na igrzyskach olimpijskich w Montrealu w 1976, gdzie osada RFN w składzie: Hans-Johann Färber, Ralph Kubail, Siegfried Fricke, Peter Niehusen i Hartmut Wenzel (sternik) zdobyła brązowy medal w czwórkach ze sternikiem. W finale uplasowali się o 2,48 sekundy za osadą ZSRR i o 4,26 sekundy za osadą NRD. Był to jego jedyny start olimpijski.
Jako reprezentant NRD zdobył brązowy medal w ósemkach na mistrzostwach świata w Bledzie (1966), a w barwach RFN w tej samej konkurencji był drugi na mistrzostwach świata w Cambridge (1978) i trzeci na mistrzostwach świata w Amsterdamie (1977). Jako reprezentant RFN zdobył także brąz w czwórkach ze sternikiem na mistrzostwach świata w Nottingham (1975).
Ponadto z reprezentacją NRD zdobył srebro w ósemkach na mistrzostwach Europy w Klagenfurcie (1969).
Wenzel uciekł do RFN w 1971, w trakcie regat w Mediolanie. Po zakończeniu kariery w 1978 został trenerem w Ruderklub am Baldeneysee. Zmarł po długiej chorobie w 2020 w Essen.